# Thomas Lovell Beddoes
Thomas Lovell Beddoes (20 de julio de 1803 – 26 de enero de 1849) fue un poeta y dramaturgo inglés.

## Biografía
Nacido en Clifton, Somerset (Inglaterra), fue hijo del doctor Thomas Beddoes, un amigo de Samuel Taylor Coleridge y Ana, hermana de Maria Edgeworth. Fue educado en la Charterhouse y el Pembroke College (Oxford). En 1821, publicó The Improvisatore, que luego intentó suprimir. Su siguiente empresa fue La tragedia de la novia (1822), un drama de verso blanco que fue publicado y bien reseñado, con el que se ganó la amistad de Barry Cornwall.
La obra de Beddoes muestra una constante preocupación por la muerte. En 1824, fue a Gotinga a estudiar medicina, motivado por su esperanza de descubrir evidencia física de un espíritu humano que pudiera sobrevivir a la muerte del cuerpo. Fue expulsado y se marchó a Wurzburgo para continuar sus estudios. En esta época, se involucró con la política radical, lo que le trajo problemas. Fue deportado de Baviera en 1833 y tuvo que irse a Zúrich, donde se asentó en 1840.
Si bien continuó escribiendo, no publicó más. Llevó una vida itinerante viviendo en Suiza y regresó a Inglaterra únicamente en 1846, antes de volver nuevamente a Alemania. Estaba cada vez más perturbado y se suicidó por envenenamiento en Basilea en 1849, a la edad de 46 años. Por algún tiempo antes de su muerte, había trabajado en un drama, Death's Jest Book, que fue publicado en 1850, con una memoria de su amigo Thomas Forbes Kelsall. Sus Poemas recogidos fueron publicados en 1851.

## Obras
- Poemas: The Improvisatore (1821) - The Bride's Tragedy (1822)
- Un drama: Death's Jest-Book (1850), que apareció después de su muerte.